# Jardim Brasilina
O Jardim Brasilina é um bairro da zona oeste da cidade de São Paulo, Brasil. Forma parte do distrito da cidade conhecido como Vila Sônia. Administrada pela Subprefeitura do Butantã. 
A área fica ao lado da Rodovia Régis Bittencourt e da Rodovia Raposo Tavares.